# Tobias Gottschlich
Tobias Gottschlich ist ein deutscher Filmproduktionsleiter und ehemaliger Schauspieler.

## Leben
Gottschlich spielte 1991 in dem DEFA-Kinderfilm Olle Hexe eine der Hauptrollen. Es sollte seine einzige Erfahrung als Schauspieler bleiben. Ab 2003 war er als Produktionsleiter für Filme zuständig, 2004 überwiegend als Assistent der Produktionsleitung. Unter seine Arbeiten fielen auch internationale Filme wie Fay Grim von 2006 mit Jeff Goldblum in eine der Hauptrollen oder dem italienischen Film Colpo d'occhio von 2008. Er arbeitet bei der UFA Fiction GmbH.

## Filmografie

### Produktionsleiter
- 2003: Tigeraugen sehen besser (Fernsehfilm)
- 2004: Rosa Roth (Fernsehreihe, Folge Freundeskreis) (nur Assistenz)
- 2004: Schöne Witwen küssen besser (Fernsehfilm) (nur Assistenz)
- 2005: Die Patriarchin (Mini-Fernsehserie, 3 Episoden) (nur Assistenz)
- 2006: Pommery und Leichenschmaus (Fernsehfilm)
- 2006: Spreewaldkrimi: Das Geheimnis im Moor (Fernsehfilm)
- 2006: Fay Grim
- 2006: Unser Kindermädchen ist ein Millionär (Fernsehfilm)
- 2007: 2030 – Aufstand der Alten (Fernsehfilm-Dreiteiler, erster Teil)
- 2007: Die Fälscher
- 2007–2016: Ein starkes Team (Fernsehreihe, 5 Folgen)
- 2008: Colpo d'occhio
- 2010: Meine wunderbare Familie (Fernsehreihe, Folge ...in anderen Umständen)
- 2013: Drei in einem Bett (Fernsehfilm)

### Schauspieler
- 1991: Olle Hexe